# نوخاله اکبری

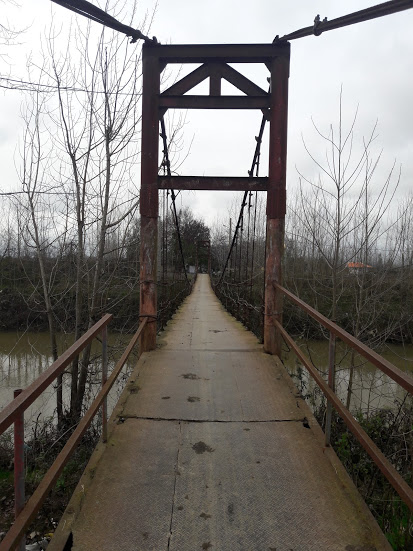
پلی در بالامحله نوخاله

نوخاله اکبری، روستایی از توابع بخش تولم شهرستان صومعه‌سرا در استان گیلان ایران است.
این روستا در جاده پیربازار به ضیابر قرار دارد. ماهی گیری ، کشت برنج عمده شغل مردمان این دیار است.
اخیرا در ۵ سال گذشته تا کنون ۱۴۰۲ دهدار روستای گوهر رود،(نوخاله سابق)فعالیتهای گسترده در زمینه راههای خاکی و اراضی شالیکاری و همچنین در راهبرد کاربری زمینهای کشاورزی بسیار کوشا و منصفانه کارسازی نموده است.
آسفالت چندین کوچه و خیابان به دلیل بودجه اختصاص یافته به روستای گوهررود متاسفانه بصورت ناقص یا هیچ عملیات عمرانی انجام نگرفته است،کوچه حمید نوروزی(کوچه مخابرات)چندین سال به دلایل نامعلوم متاسفانه هیچ تدابیری صورت نگرفته است،در سال ۱۴۰۲ این احتمال میرود تا چنین کوچهای که بسیار ناهموار و بلاتکلیف مانده اند اقداماتی صورت گیرد.
روستای گوهررود(نوخاله اکبری)متشکل از چندین طایفه بزرگ و کوچک میباشد،از جمله:تقوی پور،میرزایی، مهربان،شهرستانی،،شعبانی،کوچکزاده،ابراهیمی،بصیری،صفرزاده،غلامی،...میتوان نام برد.

## جمعیت
این روستا در دهستان هندخاله قرار دارد و براساس سرشماری مرکز آمار ایران در سال ۱۳۸۵، جمعیت آن ۲٬۳۹۳ نفر (۶۲۵خانوار) بوده‌است.این روستا به دلیل داشتن رودخانه‌ای که ۹ رود به آن وصل است به نوخاله نامگذاری شده است. شغل اصلی مردم این روستا کشت برنج از نوع هاشمی و دم سیاه می باشد. این روستا دارای یک رودخانه بزرگ می باشد که در اواخر فصل زمستان و اوایل فصل پاییز به صید ماهی از نوع کولی و سفید می پردازند.